# Cerise Calixte
Cerise Calixte est une chanteuse, danseuse et comédienne française née le 5 juin 1987,.
Après avoir participé à la saison 4 de The Voice : La Plus Belle Voix en 2015, elle assure la voix française et québécoise de Vaiana, personnage principal du long-métrage d'animation Moana : La Légende du bout du monde des studios Disney sorti en 2016.

## Biographie
Originaire des Antilles, Cerise Calixte débute en tant que chanteuse dans les spectacles du parc d'attraction Disneyland Paris et est également choriste de Laurent Voulzy sur l'album La septième vague.
Elle participe par la suite à l'émission Sing-Off 100 % vocal, où elle atteint le stade des demi-finales, ainsi qu'à la saison 4 de The Voice : La Plus Belle Voix en 2015. Durant les auditions à l'aveugle, elle reprend la chanson Libérée, délivrée d'Anaïs Delva, bande-originale du long-métrage d'animation La Reine des neiges des studios Disney, mais n'est retenue par aucun juré,,.
Également comédienne de doublage, et à la suite de sa prestation dans The Voice : La Plus Belle Voix, elle est repérée par les studios Disney et obtient le rôle principal de Vaiana dans la version française et québécoise du long-métrage d'animation Vaiana : La Légende du bout du monde, dans lequel elle interprète notamment le titre Le bleu lumière (en),.
Elle participe également à des adaptations françaises des comédies musicales La Belle et la Bête (dans le rôle de Belle), Footloose, Le Magicien d'Oz, Hairspay, High School Musical ou Fame (dans le rôle de Carmen). Elle continue également à participer à des concerts et des albums Disney.
En 2023, Cerise Calixte double le personnage d'Ariel, interprétée par Halle Bailey, dans le film La Petite Sirène. Il s'agit de la seconde fois qu'elle double une princesse Disney, après avoir doublé Vaiana dans la version francophone de Vaiana : La Légende du bout du monde.

## Vie privée
Cerise Calixte s'est mariée en 2018 et est la mère d'un garçon né en 2020. Elle apparaît fin 2023 enceinte d'un 2ème enfant à naître en 2024.

## Spectacles
- Tournée Disney en Concert (2022)[14],[15],[16],[17]

## Doublage
Source et légende : version française (VF) sur RS Doublage

### Cinéma

#### Films
- Taylor Russell dans : 
  - Escape Game (2019) : Zoey Davis
  - Escape Game 2 : Le monde est un piège (2021) : Zoey Davis

- Isabela Moner dans :
  - Dora et la Cité perdue (2019) : Dora
  - Rosaline (2022) : Juliette

- Halle Bailey dans :
  - La Petite Sirène (2023) : Ariel
  - La Couleur pourpre (2023) : Nettie Harris, jeune

- 2017 : Mudbound : Lilly May Jackson (Kennedy Derosin)
- 2018 : La Princesse de Chicago : Olivia Richards (Alexa Adeosun)
- 2019 : Alex, le destin d'un roi : Kaye (Rhianna Dorris)
- 2019 : I Am Mother : Fille (Clara Rugaard)
- 2019 : High Flying Bird : ? (?)
- 2020 : Plus rien à f*** : Stacy Blau (Amanda Grace Benitez)
- 2020 : La Princesse de Chicago : Dans la peau d'une reine : Olivia Richards (Mia Lloyd)
- 2020 : Freaky : Nyla Chones (Celeste O'Connor)
- 2021 : Pierre Lapin 2 : Panique en ville : Flopsaut Lapin / la narratrice (Margot Robbie) (voix)
- 2021 : The Suicide Squad : Tyla DuBois (Storm Reid)
- 2021 : Skater Girl : Prerna (Rachel Saanchita Gupta)
- 2021 : Free Guy : ? (?)
- 2022 : 13 : La Comédie musicale (en) : Kendra Duncan (Lindsey Blackwell)
- 2022 : Darby and the Dead (en) : Capri (Auli'i Cravalho)
- 2023 : L'Académie de M. Kleks (pl) : ? (?)
- 2025 : Blanche-Neige : ? (?)

#### Films d'animation
- 2016 : Vaiana : La Légende du bout du monde : Vaiana / Moana (voix française et québécoise)
- 2017 : La Partie de pêche : Vaiana (court métrage)
- 2017 : Le Monde secret des Emojis : Addie
- 2018 : Ralph 2.0 : Vaiana (voix française et québécoise)
- 2018 : Nouvelle Génération : Greenwood
- 2018 : Destination Pékin ! : Chi (doublage Dubbing Brothers)
- 2019 : Abominable : Yi
- 2019[Note 1] : Pauvre Toutou ! : ?
- 2021 : My Little Pony : Nouvelle Génération : Sunny Starscout
- 2021 : Vivo : voix additionnelles
- 2022 : Seven Deadly Sins, le film : Grudge of Edinburgh - Partie 1 (en) : Tristan adolescent
- 2023 : Miraculous, le film : Tikki (voix chantée)
- 2023 : Seven Deadly Sins, le film : Grudge of Edinburgh - Partie 2 (en) : Tristan adolescent
- 2023 : LEGO Disney Princesse : Les aventures au Château : Vaiana
- 2023 : La seule et unique Marcie : Pigpen et voix additionnelles (court-métrage)
- 2023 : Il était une fois un studio : Vaiana / Moana (voix française et québécoise)
- 2024 : Vaiana 2 : Vaiana / Moana[18](voix française et québécoise)

Séries
- 2023 : Ma vie avec les Walters Boys : Jackie Howard (Nikki Rodriguez)  (voix française)

### Télévision

#### Téléfilms
- 2016 : Un mari avant Noël : Abby (Emma Fassler)
- 2021 : Rendez-vous avec un tueur : Brooke (Jaida Grace)
- 2021 : Tous en scène à Noël : Katie Grant (Maria Nash)
- 2023 : La Maison du mal : Abbey Collins (Isla Spencer)

#### Séries télévisées
- 2013-2016[Note 2] : The Fosters : Lexi Rivera (Bianca A. Santos) (15 épisodes)
- 2014 : Normal Street (en) : Gwen (Selah Joy) (saison 1, épisode 6)
- 2016 : Red Oaks : Tabitha (Juliet Brett) (saison 2)
- 2016 : Rush Hour : Dakota (Cinthya Carmona) (épisode 6)
- 2016-2017 : Outcast : Amber Barnes (Madeleine McGraw) (14 épisodes) et Mindy Austin (Dakota Lee) (1re voix, saison 1)
- 2016-2017 : Night Shift : Brianna (Kyla Kenedy) (8 épisodes)
- 2017 : Reine du Sud : Olivia « Chaparra » Gutierrez (Paola Andino) (saison 2)
- 2017 : When We Rise : la femme latine (Lisiane Rodrigues Biset) (mini-série)
- 2017 : Shots Fired : Tess Breeland (Brett Cooper), Christian Beck (Liam Ethan Dance) et Kai (Laila Lockhart Kraner) (mini-série)
- 2017-2018 : Mr. Mercedes : Barbara Robinson (Makayla Lysiak)
- 2018 : Altered Carbon : Nalan Ertekin (Nikohl Boosheri) (saison 1, épisodes 3 et 10) et Reileen jeune (Riley Lai Nelet) (saison 1)
- 2018-2019 : Les Désastreuses Aventures des orphelins Baudelaire : Carmelita Spats (Kamelia Turnbull)
- 2018-2020 : Siren : Ryn (Eline Powell)
- 2019-2021 : Batwoman : Elizabeth « Beth » Kane jeune (Ava Sleeth)
- 2019 / 2021 : Bienvenue chez Mamilia : Grace (Erica Ash) (3 épisodes)
- 2020 : Les Marque-pages : Misty Copeland (Misty Copeland) (épisode 8)
- 2020 : Grand Army (en) : Sonia Cruz (Naiya Ortiz)
- 2020 : Curon (it) : Micki Asper (Juju Di Domenico)
- 2020-2021 : Journal d'une future présidente : Sasha (Carmina Garay) (20 épisodes)
- depuis 2020 : Mythic Quest : Dana (Imani Hakim)
- 2021 : Zero : Awa (Virginia Diop)
- 2021-2023 : iCarly : Millicent Mitchell (Jaidyn Triplett)
- 2021-2024 : Lay Lay dans la place : Lay Lay (Alaya High (en)) (41 épisodes)
- 2022 : Archive 81 : Jess (Ariana Neal)
- 2022 : Le Dernier Bus : Bethan (Carys John)
- 2022 : The Witcher : L'Héritage du sang : ? (?) (mini-série)
- 2022-2024 : Une famille vraiment Loud : Charlie Uggo (Bella Blanding) (6 épisodes)
- 2023 : Black Mirror : Mazey Day (Clara Rugaard) (saison 6, épisode 4)
- 2023 : Ma vie avec les Walter Boys : Jackie Howard (Nikki Rodriguez)
- 2023 : Culprits : Arnaque à l'anglaise (en) : Frankie (Maria Nash)

#### Séries d'animation
- 2017 : Junior, idées en or : Catherine et Bintou (création de voix)
- 2017-2019 : Les Fous du volant : Pénélope Jolicoeur (voix chantée)
- 2021 : Centaurworld (en) : Glendale
- 2021 : Le Monde de Karma (en) : Jayla Brooks et Tayla
- 2021 : Toukin, le chien-requin (en) : Olivia et Mia
- 2021 : Les Maîtres de l'univers : Révélation : Andra
- 2021 : Ada Twist, la scientifique (en) : interprète du générique
- 2021 : Star Wars: Visions : Haru (saison 1, épisode 4) et Lop (saison 1, épisode 8)
- depuis 2021 : Charlotte aux fraises : À la conquête de la grande ville : Fleur d'oranger et Citronnelle (voix chantées)
- 2022 : Spirit Rangers (en) : Eddy
- 2022 : Le Monde maxi de Sago Mini : Harvey
- 2022 : Transformers: BotBots (en) : Ulf the Orange
- 2022-2023 : Abominable et la Cité invisible (en) : Yi[Note 3]
- depuis 2022 : Pomme de pin et Poney (en) : Annabelle
- depuis 2022 : Cool Attitude, encore plus cool : Maria Boulevardez
- 2023 : Le Pavillon des hommes : Sato
- depuis 2023 : Kiff : Kiff
- depuis 2023 : Tiny Toons Looniversité : Babs Bunny
- 2025 : Le Roi loup (en) : Whitley

### Jeux vidéo
- 2022 : Disney Dreamlight Valley : Vaiana

## Discographie

### Albums
- Vaiana - La Légende du Bout du Monde (Bande originale française du film) (2016) (4 chansons)
- We Love Disney 3 (2016) (chanson Le bleu lumière (en))
- Cerise chante Disney (2017)[11]

### Singles
- Aujourd'hui (2021)[14], version française de la chanson Starting Now (dont la version anglaise est interprétée par Brandy Norwood) publiée à l'occasion de « La Grande Fête des Princesses » (série d'événements mondiaux organisée par The Walt Disney Company)
- Juste un peu d'amour (2021)[12]